# Guerra di Toledo
La guerra di Toledo, conosciuta anche come guerra Ohio-Michigan, fu una disputa territoriale sull'appartenenza della Striscia di Toledo, un piccolo territorio situato al confine tra i due Stati, che avvenne tra il 1835 e il 1836.
La scarsa conoscenza geografica della regione dei Grandi Laghi condusse, tra il 1787 e il 1805, alla produzione di norme statali e federali tra loro contrastanti, e la loro difforme interpretazione condusse entrambi i governi dell'Ohio e del Michigan a rivendicare la giurisdizione su un territorio di 1 210 chilometri quadrati, attualmente noto come la Striscia di Toledo. La disputa giunse al termine quando, nel 1835, il Michigan chiese di esser riconosciuto quale Stato dell'Unione e tentò di includere la Striscia nel suo territorio. L'Ohio, oltre a contrastare la rivendicazione territoriale del Michigan, rafforzò la sua posizione ostacolando l'ingresso del Michigan quale membro degli Stati Uniti. Infatti, mentre l'Ohio faceva già parte della nazione dal 1803, il Michigan avviò la richiesta nel 1835 con la questione della Striscia ancora aperta.
Entrambe le parti tentarono, con loro leggi, di costringere alla resa la parte avversa: i rispettivi governatori istituirono sanzioni penali per i cittadini che si fossero sottomessi all'autorità dell'altra parte.
I due stati posizionarono milizie sulle opposte rive del fiume Maumee, vicino all'insediamento di Toledo, ma a parte reciproche provocazioni verbali, non vi fu sostanzialmente alcun contatto tra le due forze. L'unico scontro militare della "guerra", finì con colpi sparati in aria, senza alcuna vittima.
Nel dicembre del 1836 il governo del Michigan, colpito da forti crisi finanziarie, dietro la pressione del presidente degli Stati Uniti d'America Andrew Jackson, accettò di adottare la risoluzione proposta dal Congresso, che prevedeva la cessione della Striscia all'Ohio, in cambio del riconoscimento del Michigan quale Stato dell'Unione e della cessione a quest'ultimo di tre quarti della Penisola superiore (conosciuta anche come "Michigan superiore"). Benché questo fosse considerato all'epoca uno scambio svantaggioso, esso si rivelò invece essere un ricco patrimonio, grazie alla successiva scoperta nel territorio della penisola di depositi di rame e ferro, oltre all'ottima risorsa costituita dal legname.

## Contesto storico

La Mitchell Map rappresenta, in questa figura, gli Stati nord-orientali che si affacciano sull'oceano Atlantico.

Nel 1787 il Congresso della confederazione emanò l'ordinanza del nordovest che creò un nuovo Stato, il Territorio del nord-ovest, composto da alcuni degli attuali Stati nord-orientali. L'ordinanza specificò anche che il territorio sarebbe stato diviso in non meno di tre e in non più di cinque piccoli Stati. Venne deciso che i confini nord-sud di tre di questi Stati sarebbero stati una linea ovest-est attraverso la curva meridionale o l'estremità del lago Michigan.

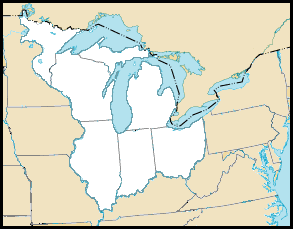
Mappa del Territorio del nord-ovest.

A quel tempo l'esatta localizzazione del luogo citato dall'ordinanza era sconosciuta. La mappa più famosa di quel tempo, la Mitchell Map, aveva posto quella zona in un luogo a pochi chilometri dalla foce del fiume Detroit. Questo significava che la costa occidentale del lago Erie, appartenente alla Pennsylvania, sarebbe risultata parte dell'Ohio. Quando il congresso approvò l'Enabling Act del 1802 autorizzando l'Ohio ad entrare negli Stati Uniti d'America, fu modificato leggermente il confine settentrionale col territorio del nord-ovest, descritto come "una linea est-ovest attraverso la costa meridionale del lago Michigan, verso est, [...] fino alla sua intersezione col lago Erie o con la linea di confine; quindi con lo stesso, il suddetto confine dal Lago Erie alla Pennsylvania".
Poiché il confine tra gli Stati Uniti e il Canada attraversava il lago Erie, il lago Michigan e il corso del fiume Detroit, i firmatari della Costituzione dell'Ohio del 1802 credettero che fosse intenzione del Congresso ampliare lo Stato verso nord arrivando al corso del fiume Maumee e, se possibile, oltre il fiume Detroit. L'Ohio ebbe inoltre accesso al territorio ad ovest del lago Erie e della Pennsylvania. Per questi motivi anche altri Stati si staccarono dal Territorio del nord-ovest per conquistare nuove terre oltre il lago Michigan, il lago Huron ed il lago Superiore.

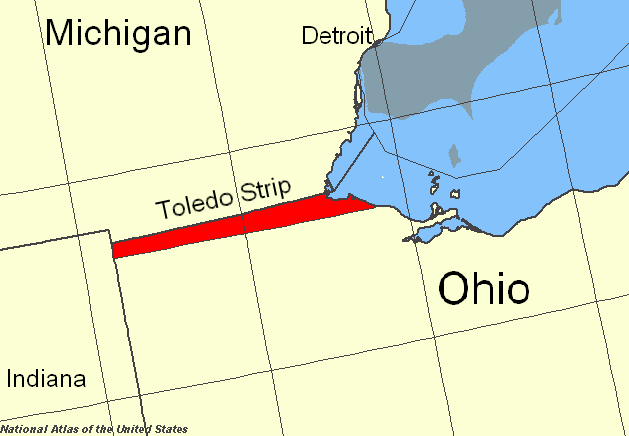
La Striscia di Toledo, al confine tra l'Ohio, il Michigan e, in piccola parte, l'Indiana.

Durante la riunione costituzionale dell'Ohio, svoltasi nel 1802, i delegati ricevettero da un cacciatore di pelli la notizia che il lago Michigan si estendeva più a sud di quanto si credesse. Così divenne possibile che una linea di confine est-ovest, partendo in direzione orientale dalla costa meridionale del lago Michigan, potesse intrecciare il lago Erie da qualche parte ad est della Baia di Maumee o, peggio, non incontrare affatto il lago; il punto più a sud del lago Michigan era forse più meridionale della costa del lago Erie ad ovest della Pennsylvania e l'Ohio avrebbe quindi perso il territorio della Striscia.
I delegati dell'Ohio inclusero una clausola nella costituzione che prevedeva, se si fosse rivelato vero quanto gli era stato comunicato, un allargamento verso nord-est del confine fino ad incrociare il lago Erie al capo più settentrionale della foce del Maumee. La realizzazione di questa clausola era garantita dal fatto che il corso del fiume Maumee e tutte le rive meridionali del lago Erie, appartenenti allora alla Pennsylvania, sarebbero divenute presto dell'Ohio. La bozza della costituzione contenente queste condizioni fu accettata dal Congresso ma prima che lo Stato venisse ammesso nel febbraio del 1803 fu inoltrata a un comitato del Congresso. Il resoconto del comitato dichiarò che il confine settentrionale dipendeva da un "fatto non ancora stabilito" (la punta meridionale del lago Michigan) e che i membri pensavano non fosse necessaria alcuna clausola per la costituzione.
Quando il congresso creò il Territorio del Michigan nel 1805 venne utilizzata l'ordinanza del nordovest per stabilire i confini meridionali dello Stato che erano tuttavia differenti da quelli stabiliti dall'Ohio. Questa differenza e le sue potenziali conseguenze furono apparentemente ignorate all'epoca ma posero le basi legali per la guerra combattuta trent'anni dopo.

## Istituzione della Striscia di Toledo

### Creazione del territorio

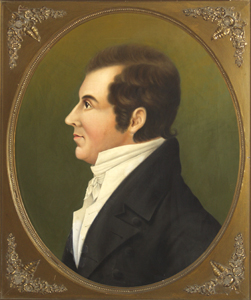
Edward Tiffin, Governatore dell'Ohio.

Il confine tra Michigan e Ohio era ormai conteso dai primi anni del XIX secolo. I residenti di Port of Miami – successivamente rinominata Toledo – chiesero al governatore dell'Ohio di risolvere al più presto tale problema. L'assemblea dell'Ohio chiese perciò aiuto al Congresso per trovare delle idee e di conseguenza avere soluzioni concrete. Nel 1812 il Congresso approvò un'indagine ufficiale per stabilire definitivamente il confine. Cancellata a causa della guerra del 1812, l'indagine cominciò solo dopo l'ammissione agli Stati Uniti dell'Indiana nel 1816. L'ispettore generale degli Stati Uniti, Edward Tiffin, responsabile della perizia, era stato precedentemente governatore dell'Ohio.

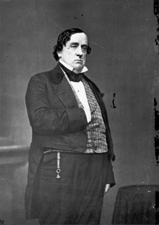
Lewis Cass, governatore dello Stato del Michigan dal 1813 al 1831, non ancora coinvolto nella guerra.

Tiffin assunse come investigatore William Harris a cui non diede il compito di indagare sul confine stabilito dall'Ordinanza ma su quello indicato nella Costituzione dell'Ohio del 1802. Trovata la linea di confine, chiamata in suo onore Harris Line, egli tenne la foce del fiume Maumee completamente in Ohio. Quando i risultati di tale indagine furono pubblicati il governatore del Michigan, Lewis Cass, fu scontento poiché temeva che quella nuova linea sarebbe stata sostituita a quella stabilita dall'Ordinanza e gli avrebbe portato svantaggi politici. In una lettera indirizzata a Tiffin, Cass dichiarò che l'indagine dell'Ohio sui suoi confini era parziale e aveva il solo scopo di rafforzarlo ed indebolire il Michigan.
Come risposta il Michigan commissionò una seconda indagine affidata a John Fulton con il medesimo scopo di quella svolta da Harris. L'indagine di Fulton era basata sui confini dell'Ordinanza del 1787 e fu compiuta tracciando verso oriente una linea dal lago Michigan per poi arrivare al lago Erie trovando così il confine tra l'Ohio e il Michigan nei pressi della foce del fiume Maumee. La differenza di territorio tra i risultati dell'indagine di Harris e di quella di Fulton formò un territorio chiamato Striscia di Toledo, istituita per evitare la creazione di conflitti. I confini stettero al di fuori di questa regione sottile larga, secondo alcune fonti, cinque miglia, secondo altre otto. Entrambi i governi ne richiedevano comunque la sovranità. Mentre l'Ohio rifiutò di cedere questo suo ex-territorio, il Michigan se ne occupò silenziosamente negli anni successivi istituendo un governo locale, costruendo strade e riscuotendo tasse.

### Importanza economica

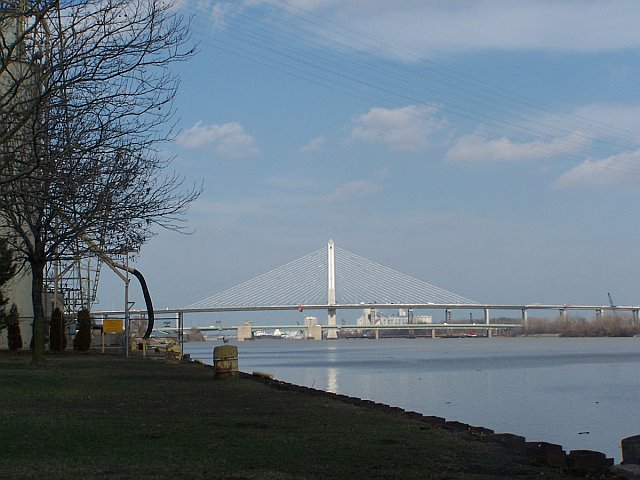
Il fiume Maumee come si presenta nella città di Toledo, in Ohio.

Il territorio conosciuto come Striscia di Toledo fu ed è ancora un'importante area commerciale. Prima dello sviluppo delle industrie ferroviarie, l'unica via di trasporto era quella acquatica, costituita perlopiù da canali, fiumi e laghi. Una piccola ma significativa parte della Striscia – l'area attorno l'attuale città di Toledo e alla foce del fiume Maumee – è caratterizzata dalla Grande palude nera; inoltre questo territorio ha sempre caratterizzato un insieme di risorse non sfruttabili, quali la costruzione di strade e porti o la navigazione, specialmente dopo le piogge primaverili ed estive. Quando s'immette nel lago Erie, il fiume Maumee non favorisce la buona navigazione a causa della corrente forte, ma offre una connessione più veloce alla città di Fort Wayne. A quel tempo, in molti progettavano di unire il fiume Mississippi attraverso una serie di canali ai Grandi Laghi. Questo progetto fu approvato dalla legislatura dell'Ohio nel 1825 per la costruzione del canale Miami-Erie, che collega la città di Cincinnati, in Ohio, a Toledo, sempre in Ohio, verso il lago Erie.
Poco più di un decennio prima del conflitto fu inoltre costruito un canale che collegava Toledo al lago Erie, legando anche New York e la costa orientale nordamericana a Buffalo. Il canale, completato nel 1825, divenne in pochissimi anni una "strada" acquatica molto frequentata dai commercianti. Il mais, come molti altri prodotti di fattoria, furono commerciati e trasportati grazie a questa via di comunicazioni anche fino alla costa orientale, diminuendo la celebrità del Mississippi. In più, questo canale fu molto utile per coloro che volevano emigrare dalle campagne verso i grandi porti atlantici e le città sui laghi, aumentandone in poco tempo la popolazione.
Il successo del canale dell'Erie ispirò il progetto di molti altri canali. Poiché la costa occidentale del lago Erie costituiva un'importante rotta commerciale verso gli Stati dell'Indiana e dell'Illinois, i porti sulla foce del fiume Maumee furono subito visti come importanti luoghi per l'economia della Striscia di Toledo. Detroit, situata a venti miglia dal lago Erie sull'omonimo fiume, è situata di fronte alla Grande palude nera, la quale costituiva un ostacolo per i mercanti che passavano di là. Per questo motivo, Detroit fu luogo di progetti e costruzioni di nuovi canali, e più tardi anche di ferrovie, da collegare a Toledo, in modo tale da non subire crisi economiche. Dalla prospettiva della rapida crescita della popolazione di tali Stati nel secondo e nel terzo decennio del XIX secolo, entrambi gli Stati limitrofi alla Striscia di Toledo acquistarono da esso molti prodotti per via della sua grande ricchezza economica.
Inoltre, la Striscia di Toledo era caratterizzata da terreni fertili che caratterizzarono una rigogliosa agricoltura, oltre che la ricchezza d'acqua con la quale innaffiare le colture. L'area è stata anche caratterizzata per molti anni da ampi campi nei quali venivano coltivati il mais, la soia, i fagioli e il frumento. Il Michigan e l'Ohio, per queste ricchezze economiche della Striscia di Toledo, si contesero il piccolo territorio, ormai diventato quasi uno Stato indipendente.

## Antefatto

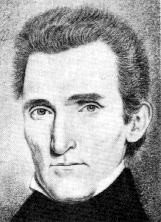
Il Governatore dell'Ohio Robert Lucas, rimasto in carica dal 1832 al 1836.

Nel 1820 e nel 1821 gli investigatori federali del territorio raggiunsero la Striscia di Toledo, ossia l'area contesa, da due parti diversi, avanzando verso sud dal Michigan e verso nord dall'Ohio. Per ragioni sconosciute, il Generale ed investigatore Tiffin ordinò ai suoi due investigatori di chiudere la linea di confine stabilita dall'Ordinanza del Nordovest e stabilire quindi la linea trovata da Harris. Così, le città situate a pochi chilometri a nord dalla Striscia di Toledo divennero parte dell'Ohio. Nei primi anni del secondo decennio del XIX secolo, quel territorio toccò la più bassa soglia di popolazione, solo 60 000 abitanti, a causa dell'inaspettato cambiamento di territorio, oltre che la voglia di essere ammessi agli Stati Uniti. Comunque, quando il Michigan decise di tenere una costituzione di Stato nel 1833 per tale scopo, il Congresso degli Stati Uniti rifiutò la sua ammissione per causa di potenziali guerre causate dalla Striscia di Toledo.

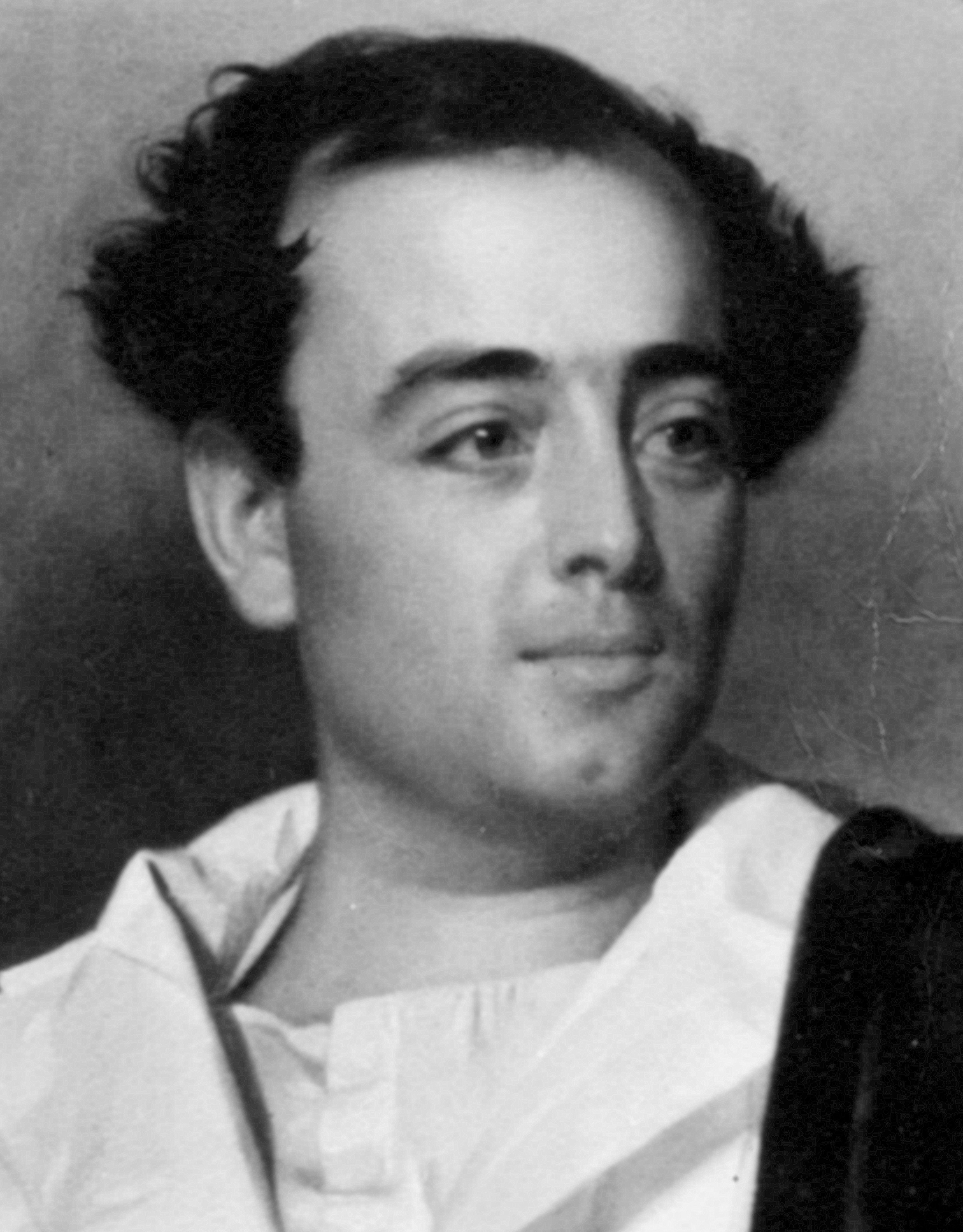
Stevens Mason, Governatore del Michigan dal 1832 al 1839, fu coinvolto nel conflitto.

L'Ohio affermò che il nuovo confine era già stato stabilito nella sua stessa costituzione e di conseguenza i cittadini del Michigan erano semplicemente intrusi; il Governo di Stato rifiutò di affrontare la questione col Territorio del Michigan. La delega congressionale dell'Ohio fu molto attiva nel bloccare l'ammissione agli Stati Uniti del Michigan, istigando altri Stati a votarvi contro. Nel gennaio 1835, frustrato da crisi politiche, il Governatore del Michigan Stevens Mason richiamò molti Stati per un congresso, il quale venne poi svolto nel maggio dello stesso anno, per dimostrare che quello che veniva detto loro dai politici dell'Ohio non era vero ma soltanto un meccanismo per impedire al Michigan di far parte degli Stati Uniti.
Nel febbraio 1835 l'Ohio approvò una legge che istituiva il governo di contea nella Striscia. La contea che Toledo avrebbe diretto, verso la fine del 1835, fu istituita solo dopo la fine del Governo da parte di Robert Lucas in Ohio, un cambiamento che ne avrebbe successivamente peggiorato la crescita, e nel frattempo anche nel Michigan. Inoltre, in questo periodo, l'Ohio tentò di usare il suo potere nel Congresso per riufficializzare un precedente confine, in precedenza rifiutato, che avrebbe oltrepassato quello di Harris e di conseguenza ingrandito ulteriormente il suo territorio.
Il Michigan, governato dal giovane Stevens Mason, rispose all'Ohio con il passaggio dell'Atto dei Dolori e delle Pene solo sei giorni dopo la creazione della contea formata da Lucas; l'atto venne ritenuto dagli abitanti dell'Ohio un'offesa, fino a indurli a non seguire le regole stabilite dalla legislatura al riguardo della Striscia di Toledo, nonostante fossero al corrente di una pena di 1 000 dollari americani e/o cinque anni di reclusione in carcere con lavoro forzato in caso di tale violazione. Procedendo come capo di territorio, Mason nominò Brigadiere e Generale Joseph W. Brown per capitanare la milizia di Stato nella Brigata di Ferro, la terza cronologicamente nella storia degli Stati Uniti, con lo scopo di fermare la propagazione dell'Ohio oltre il confine attuale. Lucas ottenne l'approvazione legislativa per condurre una milizia a favore del suo Stato e mandò varie truppe nella Striscia, scatenando il fatto storico conosciuto come Guerra di Toledo.
Il Presidente degli Stati Uniti dell'epoca, John Quincy Adams, il quale rappresentava lo Stato del Massachusetts al Congresso degli Stati Uniti, non soddisfece le richieste del Michigan. Nel 1833, quando il Congresso respinse la richiesta del Michigan per una convenzione, Adams diede la sua opinione sulla disputa della Striscia di Toledo: 
(Vedi la nota.)

## La guerra
Agendo come comandante della milizia dell'Ohio, il Governatore Lucas, affiancato dal Generale John Bell e da altri 600 militari armati, arrivò a Perrysburg (Ohio), situata a dieci miglia a sud-ovest da Toledo, il giorno 31 marzo 1835. Poco tempo dopo, il Governatore Mason e il Generale Brown assediarono la città di Toledo con l'aiuto di circa 1 000 uomini armati, con l'intenzione di prevenire l'avanzata delle truppe dell'Ohio verso l'area cittadina, per poi conquistare la Striscia di Toledo.

### Intervento del Presidente

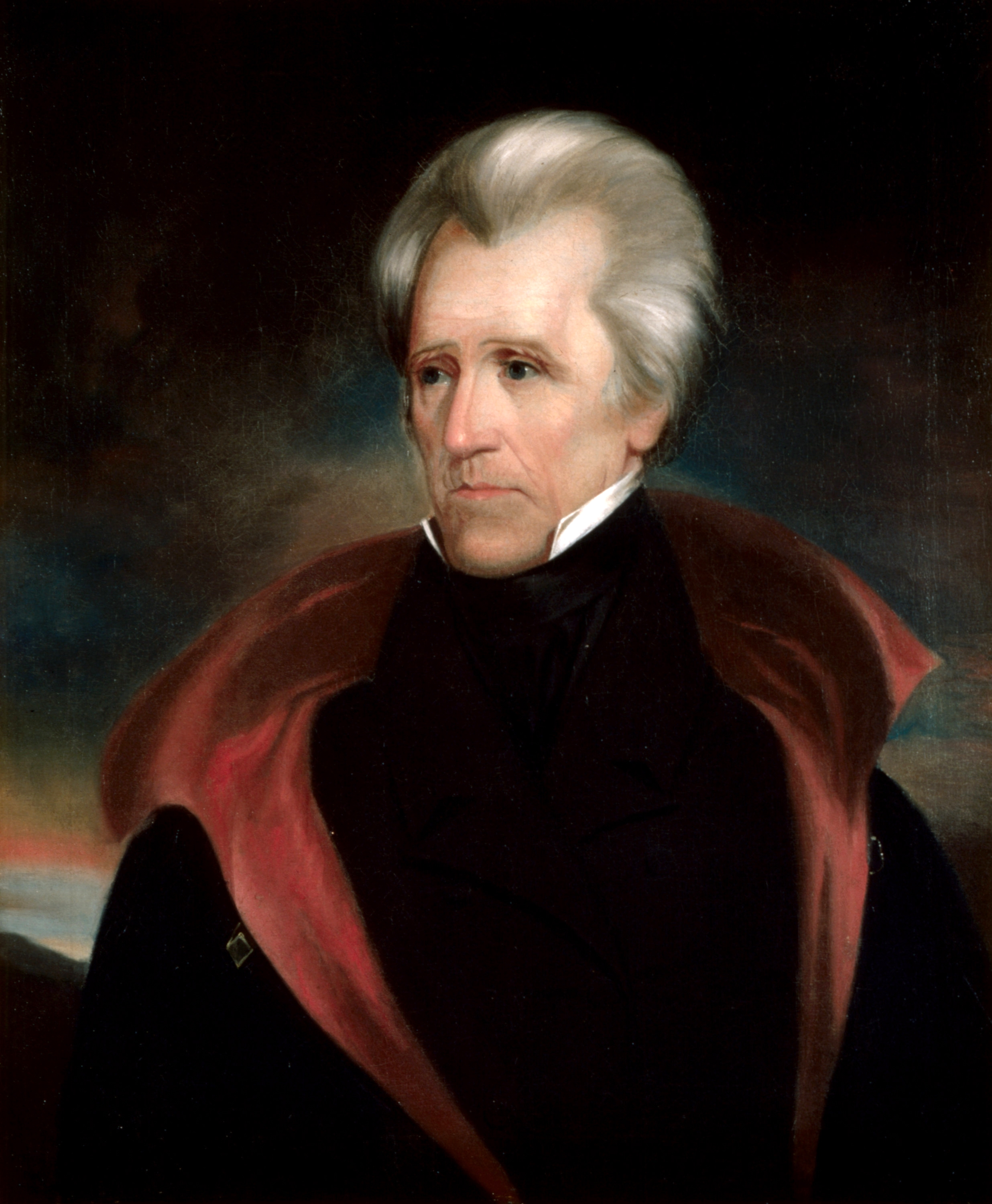
Il Presidente degli Stati Uniti Andrew Jackson, che revocò dal ruolo di Presidente del Michigan Stevens Mason.

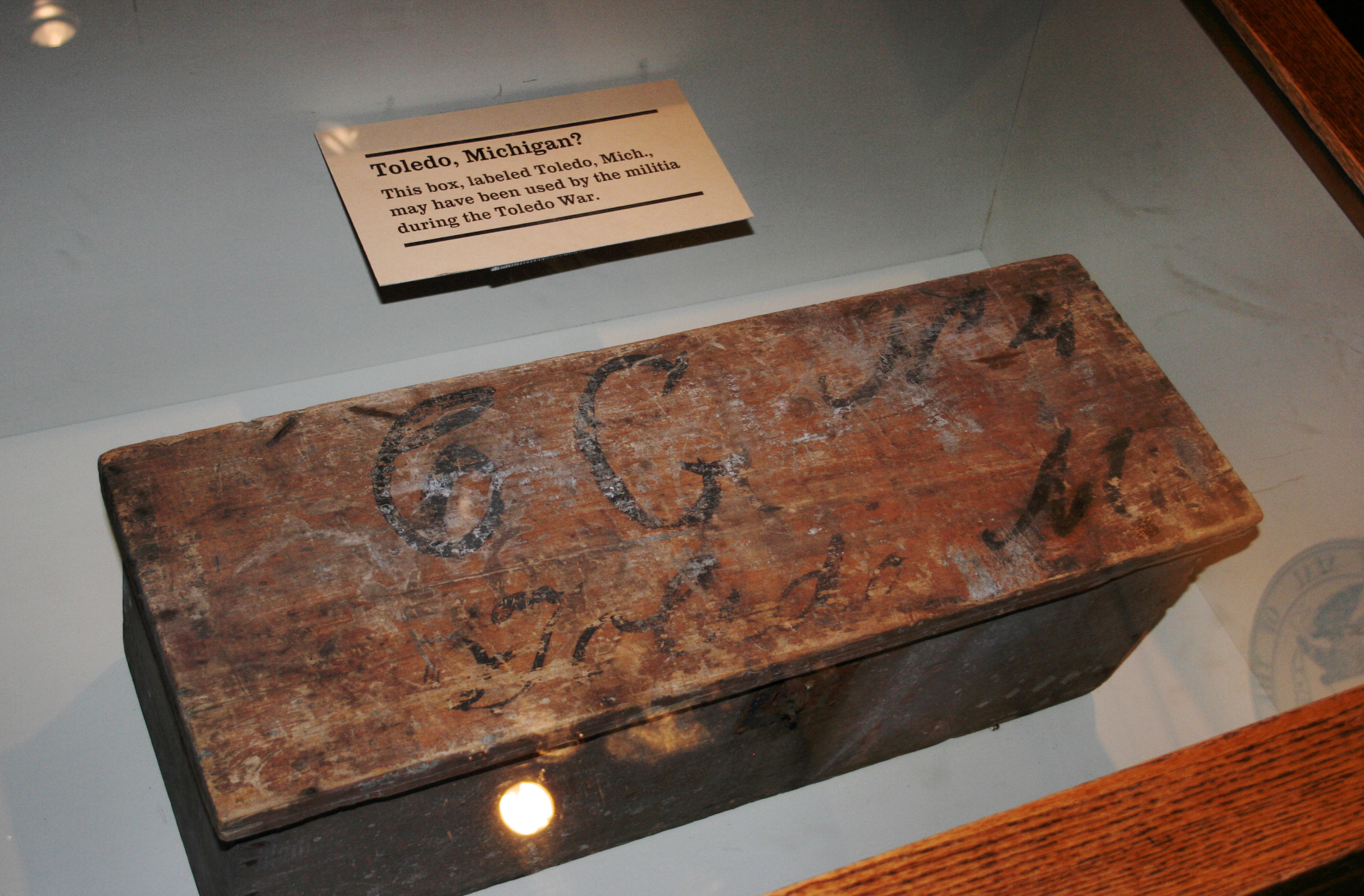
Un contenitore in legno targato "Toledo (MI)", probabilmente usato dalla milizia del Michigan nella Guerra di Toledo.

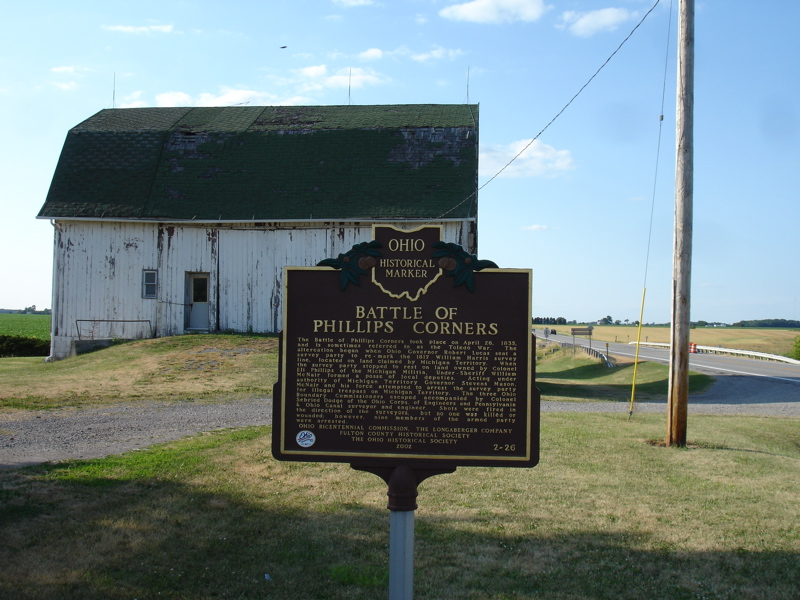
Territorio storicamente conosciuto come area dove è stata svolta la Guerra di Toledo.

In un disperato tentativo di prevenire la battaglia armata e di evitare, come risultato, una grave crisi economica, il Presidente degli Stati Uniti Andrew Jackson consultò il suo Avvocato e Generale Benjamin Butler per la sua opinione legale sulla contesa della Striscia di Toledo. A quel tempo, l'Ohio era una regione ad alta crescita politico-economica negli U.S., e possedeva ben diciannove rappresentanti al Congresso degli Stati Uniti. Per contrasto, il Michigan, ancora sotto forma di territorio indipendente dagli Stati Uniti, aveva un solo delegato, e senza diritto di voto. L'Ohio fu perciò, nelle elezioni politiche, un'importante regione, e per il Partito Democratico sarebbe stata una disgrazia la sua perdita. Pertanto, Jackson affermò che il suo partito politico sarebbe stato quello con le maggiori possibilità di far guadagnare la Striscia di Toledo all'Ohio.
La risposta che ricevette Jackson da Butler era inattesa: egli affermò infatti che finché non fosse stato svolto un congresso nel quale venissero stabilite nuove leggi che risolvessero il dubbio sull'appartenenza della Striscia di Toledo il Michigan non sarebbe entrato a far parte degli Stati Uniti. Butler presentò quindi un dilemma politico a Jackson che lo avrebbe indotto a cercare un accordo sulla Striscia al più presto e di chiudere la guerra in atto.

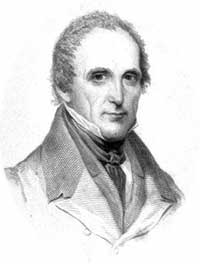
Richard Rush, proveniente dalla Pennsylvania, era un rappresentante inviato a Toledo dal Governatore Jackson.

Il 3 aprile 1835, Jackson inviò due rappresentanti da Washington, Richard Rush dalla Pennsylvania e Benjamin Chew Howard dal Maryland, verso la città di Toledo, per arbitrare il conflitto e trovare un compromesso per tutti e due i Governi coinvolti. La proposta, presentata il 7 aprile dello stesso anno, raccomandò inoltre di rivagliare la precedente indagine fatta da Harris senza ulteriori interruzioni da parte del Michigan; tra l'altro, gli abitanti della zona coinvolta ebbero il permesso di istituire uno Stato indipendente con una sede governativa propria finché il congresso non avesse risolto definitivamente la faccenda.
Lucas, a malincuore, accettò la proposta e si mise all'opera per sciogliere la sua milizia, rendendo il dibattito stabile. Tre giorni dopo partirono le elezioni politiche nella regione, le quali erano seguite dai legislatori dell'Ohio. Comunque, Mason rifiutò l'accordo e continuò a preparare armi e soldati per vincere la guerra.
Durante le elezioni gli ufficiali dell'Ohio vennero infastiditi dalle autorità del Michigan a tal punto che i residenti della zona furono minacciati d'arresto se si sommettevano alle autorità dell'Ohio. L'8 aprile 1835, nella contea di Monroe, in Michigan, dove abitava il Maggiore Benjamin Stickney, arrivò lo sceriffo del Michigan, un partigiano dell'Ohio. Nella prima fase di contatto tra i partigiani del Michigan e la famiglia di Stickney lo sceriffo arrestò due persone provenienti dall'Ohio sotto l'Atto dei Dolori e delle Pene sulla base che essi, alle elezioni, avessero votato a favore dell'Ohio.

### Battaglia di Phillips Corners

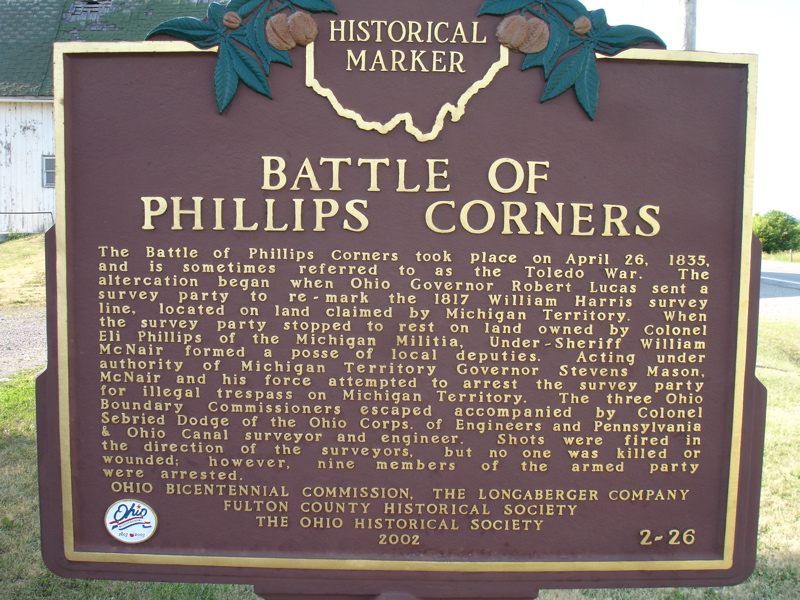
Cartello informativo raffigurante la storia della Battaglia di Phillips Corners.

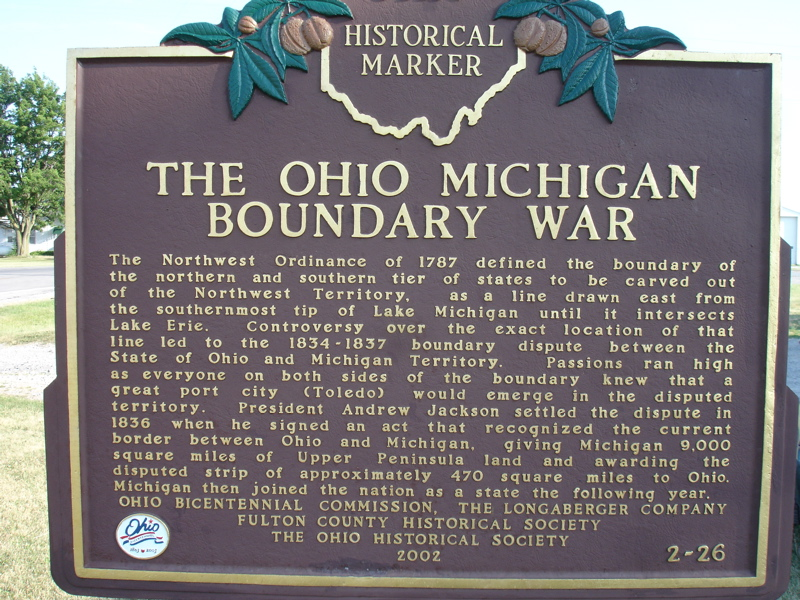
Cartello informativo raffigurante la storia della disputa della Striscia di Toledo tra il Michigan e l'Ohio.

Finita l'elezione, Lucas credette che, col lavoro dei suoi rappresentanti, la situazione si fosse calmata, nonostante ciò, chiese di vagliare un'ulteriore volta la linea di confine stabilita da Harris. Il progetto iniziò con un incidente il 26 aprile 1835, quando la squadra di investigatori venne attaccata da cinquanta o sessanta uomini della milizia del Generale Brown. Questo fatto è chiamato Battaglia di Phillips Corners. Questo nome è anche usato per indicare l'intera Guerra di Toledo.
Gli investigatori scrissero a Lucas dopo l'aggressione definendola «la benedizione del Sabbath». Perciò la milizia del Michigan consigliò loro di ritirare la ricerca. In seguito, nove dei loro uomini, che non vollero abbandonare la missione, furono costretti, con trenta o cinquanta colpi di pistole, a diventare prigionieri. Benché i dettagli della battaglia sono in controversia – c'è chi infatti ritiene che il Michigan accese un ampio fuoco senza sparare e costrinse tutti i membri del gruppo a ritirarsi, senza imprigionare nessuno, – la battaglia scatenò l'ira sia degli abitanti dell'Ohio che di quelli del Michigan, peggiorando la situazione della guerra.

### Spargimento di sangue nell'estate del 1835

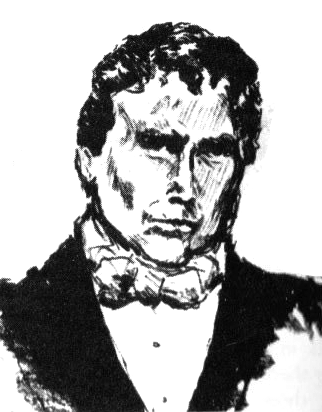
Two Stickney, dall'Ohio, il quale scatenò la sola seria ingiuria nella Guerra di Toledo.

In risposta alle accuse che la milizia del Michigan scatenò sugli abitanti dell'Ohio, Lucas richiese una seduta non ordinaria dalla legislatura dell'Ohio l'8 giugno 1835 per superare molti atti controversi, come la Striscia di Toledo come capoluogo di contea della Contea di Lucas, lo stabilimento di una corte nella comune assemblea della città, una legge per prevenire il rapimento forzato di alcuni cittadini dell'Ohio dall'area per un costo totale di 300 000 dollari americani. La legislatura territoriale del Michigan rispose con una disponibilità di 315 000 dollari americani per fondare la milizia.
Nel maggio e nel giugno 1835 il Michigan abbozzò una Costituzione di Stato, con la possibilità di avere una legislatura bicamerale, una corte suprema e altri componenti di un Governo di Stato funzionante. Comunque, il Congresso non era ancora disponibile a permettere al Michigan di entrare negli Stati Uniti, pertanto il Presidente Jackson votò contro l'entrata in esso del Michigan finché la Guerra di Toledo non sarà finita.
Lucas ordinò al suo aiutante e Generale Samuel Andrews di condurre un conteggio della milizia e furono trovati 10 000 soldati volontari pronti a combattere. Questa notizia esagerata vece andare gli abitanti dell'Ohio, perciò la legislatura territoriale del Michigan osò al "milione" dell'Ohio di entrare nella striscia con un benvenuto ospitale.
Durante l'intera estate del 1835, i Governi di entrambi gli Stati continuarono gli esercizi militari per conquistare la Striscia di Toledo e la costante organizzazione di schermaglie e di tentativi di risoluzione del conflitto. I cittadini della Contea di Monroe si unirono assieme per arrestare la Guerra di Toledo. I partigiani dall'Ohio, infuriati dalla persecuzione, bersagliarono coloro che li avevano insultati con varie violenze fisiche. Le azioni legali non erano solo dilagate, ma servirono anche come base per le azioni di rappresaglia dalla parte opposta. I partigiani provenienti da entrambi gli Stati organizzarono dei gruppi di spie per mantenere le tracce degli sceriffi provenienti dalla Contea di Wood (Ohio) e dalla Contea di Monroe (Michigan).
Il 15 luglio 1835 la vera e propria guerra, con tanto di morti e feriti, iniziò, e si sentì ancor di più il desiderio di conquistare la striscia in disputa. Dalla Contea di Monroe il vicesceriffo del Michigan Joseph Wood arrivò a Toledo per arrestare il Maggiore Benjamin Stickney, ma quando egli e i suoi figli resistettero, tutta la famiglia fu incarcerata. Durante la pena, Two Stickney, il figlio di Benjamin Stickney, pugnalò Wood accoltellandolo e si diresse verso l'Ohio meridionale. Le ferite di Wood non furono tali da metterlo in pericolo di vita. Quando Lucas rifiutò la domanda di Mason di estradare Two Stickney nel Michigan per un processo, Mason scrisse al Presidente Jackson in cerca di aiuto, suggerendo di riferire la questione alla Corte Suprema degli Stati Uniti. Al tempo del conflitto, comunque, non era stabilito che la Corte Suprema could avrebbe potuto risolvere la disputa dei confini e gli eventuali fatti correlati, perciò Jackson declinò la richiesta di Stevens Mason. In cerca di un accordo, Lucas iniziò a sforzarsi per terminare il conflitto, ancora tramite l'intervento dei delegati del Congresso dell'Ohio.
Nell'agosto del 1835, con il forte desiderio di un nuovo Congresso dell'Ohio, il Presidente Jackson revocò Mason come Governatore del e nominò John "Little Jack" Horner al suo posto. In precedenza alla sostituzione del Presidente, Mason ordinò a 1 000 militari del Michigan di andare a Toledo e di prevenire la prima sessione simbolica del Luogo Comune della Corte dell'Ohio. Benché quest'idea fosse stata popolare tra i residenti del Michigan, lo sforzo fallì: i giudici parteciparono a una riunione di mezzanotte e molti soldati provenienti dall'Ohio bloccarono quelli del Michigan sul fiume Maumee.

### La Convenzione di Frostbitten e la conclusione della Guerra di Toledo
Il successore di Mason, Horner, provò a essere estremamente non popolare e la sua carriera fu molto corta. I residenti del Michigan lo disprezzarono a tal punto che lo accolsero nella capitale di Stato, allora Detroit, lanciandogli addosso delle verdure e bruciando la sua effigie. Nelle elezioni dell'ottobre 1835, gli elettori approvarono la bozza della costituzione e rielessero Mason come Governatore. Isaac Crary partecipò alla stessa elezione e scelse il primo rappresentante al Congresso degli Stati Uniti proveniente dal Michigan. A causa della guerra, comunque, il Congresso rifiutò questo nuovo membro. Due nuovi Senatori degli Stati Uniti, scelti dalla Legislatura di Stato nel novembre dello stesso anno, Lucius Lyon e John Norvell, furono eletti poco tempo dopo.

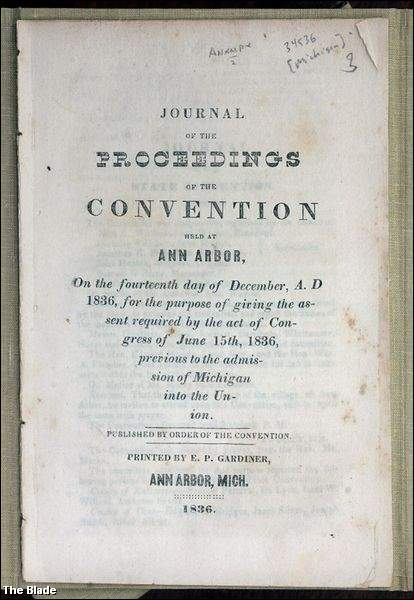
La Convenzione di Frostbitten (1836).

Nel periodo che precedette la guerra civile, i nuovi stati venivano ammessi solo a coppie, per mantenere l'equilibrio tra stati schiavisti e stati liberi nel Senato. Il 15 giugno 1836, con l'ammissione dell'Arkansas come stato schiavista, Jackson firmò un trattato che permise al Michigan di diventare uno Stato indipendente (libera), ma solo a condizione di cedere all'Ohio la Striscia di Toledo. In cambio della concessione, il Michigan avrebbe avuto i tre quarti della Penisola superiore, chiamata successivamente Michigan superiore (la parte a est sarebbe quindi stata inclusa nello Stato). Parzialmente per orgoglio e parzialmente per l'inutilità della penisola ricoperta in gran parte da paludi, nel settembre del 1836 una convenzione speciale ad Ann Arbor, in Michigan, rifiutò l'offerta, causando il prosieguo della Guerra di Toledo.
All'alba del 1836 il Michigan si trovò in una crisi economica ed era sul punto di fallire e di essere costretto a unirsi ad un altro Stato a causa delle grandi spese per le milizie. Il Governo fu spinto ad accettare i 400 000 dollari americani offerti dal Governo degli Stati Uniti da distribuire ai cittadini, ma non a scopo politico. Il Michigan era costretto ad accettare.

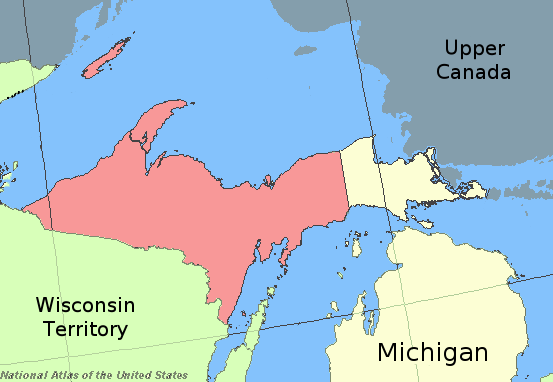
Il Michigan superiore, territorio offerto dallo Stato al Michigan in cambio dell'offerta all'Ohio della Striscia di Toledo.

La Guerra di Toledo finì non ufficialmente il 14 dicembre 1836 con una seconda convenzione nella città di Ann Arbor. I delegati accettarono quindi le condizioni stabilite dal Congresso degli Stati Uniti. Tuttavia, la risposta alla richiesta del Congresso fu controversa. Fu richiesta perciò una nuova convenzione, ma la legislatura rifiutò, ritenendola illegale. Come conseguenza, il numero di abitanti del Michigan diminuì. Il congresso questionò la legalità di una nuova convenzione prima che ne venisse eseguita una nuova. A causa di questi fatti, fu creata una nuova convenzione, chiamata Convenzione di Frostbitten.
Il 26 gennaio 1837 il Michigan fu finalmente ammesso agli Stati Uniti d'America come ventiseiesimo Stato, senza la Striscia di Toledo, che aveva ceduto all'Ohio. Inoltre, sebbene il Presidente Jackson fosse stato abile a rendere stabile l'elezione presidenziale di Martin Van Buren nel 1836, l'Ohio votò a favore per il Partito Whig con il candidato William Henry Harrison, nonostante Jackson, durante la Guerra di Toledo, fosse dalla parte dell'Ohio.

## Fatti successivi alla Guerra di Toledo
Una volta ufficializzata la Convenzione di Frostbitten, l'Ohio apparì il vincitore del conflitto. Il Michigan superiore (o Penisola superiore) era considerato un territorio inutile e senza risorse economiche importanti e ricoperto da paludi da molte delle persone abitanti in quell'area. Le vaste risorse minerarie dell'area erano sconosciute finché non furono scoperte riserve di rame nella Penisola di Keweenaw e di miniere di ferro nel Michigan superiore; questa scoperta avrebbe poi favorito la creazione di molti posti di lavoro nel periodo a cavallo tra la fine del XIX secolo e l'inizio del XX secolo, portando al Michigan una ricchezza che avrebbe compensato di gran lunga quanto era stato perso con la Striscia di Toledo. E Toledo, per l'importanza del porto che crea collegamenti in tutto l'Ohio, fu definita una grande conquista per l'Ohio. Lo Stato che, seppur non coinvolto direttamente nel conflitto, ebbe maggiori perdite dal suo esito fu il Wisconsin: senza la Guerra di Toledo il Michigan superiore, ricco di risorse minerarie, sarebbe probabilmente diventato suo.

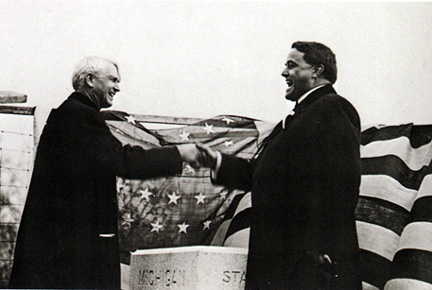
Stretta di mano di tregua tra il Presidente del Michigan Woodbridge Nathan Ferris (a sinistra) e quello dell'Ohio Frank Willis (a destra) nel 1915.

Differenti opinioni sulla localizzazione del confine citato dalla Mitchell Map sorsero nel 1915. Furono inviate perciò delle persone per controllare la verificabilità della linea di confine stabilita da Harris, ma, in questo caso, il lavoro degli investigatori portò a risultati diversi rispetto a quelli stabiliti da Harris. Questo prevenne la posizione di Stato di alcuni residenti nei pressi del confine, causando, a volte, il possedimento di terre in entrambi gli Stati. La linea di confine stabilita nel 1915 era delineata da 71 massi di granito, larghi 12 pollici (ossia 30 centimetri) e alti 18 pollici (ossia 45 centimetri). Una volta completato questo lavoro, i Governatori dei due Stati, Woodbridge Nathan Ferris, del Michigan, e Frank Willis, dell'Ohio, furono d'accordo sul nuovo confine.
Tracce della linea originale stabilita dall'Ordinanza possono essere trovate nell'Ohio nord-occidentale e nell'Indiana settentrionale. Il confine settentrionale della Contea di Ottawa, in Ohio, lo mostra molto nitidamente, come in altre città di confine dell'Ohio. Molte vecchie strade con direzione nord-sud o viceversa rappresentano il confine antico, forzando il traffico a proseguire a est quando il confine cambia direzione. Il confine è identificato sulle carte topografiche USGS come South [Boundary] Michigan Survey, ossia Ricerca [del confine] meridionale del Michigan e nella Contea di Lucas e nella Contea di Fulton le mappe stradali dell'Ohio le denominano Old State Line Road, cioè Strada del vecchio confine di Stato.

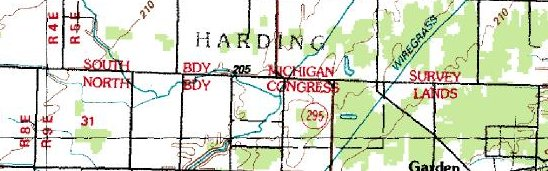
Carta topografica USGS che mostra la linea di confine stabilita dall'Ordinanza.

Benché il nuovo confine era stato fissato, tra il Michigan e l'Ohio ci furono vari disaccordi, soprattutto per quanto riguardava il confine verso est, quello che correva sul lago Erie. Nel 1973 i due Stati ottennero finalmente un'udienza nella Corte Suprema degli Stati Uniti per risolvere la competizione del confine orientale. In questa udienza, stabilì che il confine tra i due Stati, al posto di correre su tutto il lago Erie, avrebbe fatto angolo a nord-est, come era descritto nella Costituzione dell'Ohio, senza quindi una linea di confine dritta. Una conseguenza della decisione presa dalla Corte consisteva nel fatto che la piccolissima Isola di Turtle, prima appartenente esclusivamente al Michigan, sarebbe stata divisa in due in quanto appartenente a entrambi gli Stati. Questa decisione fu l'ultima al riguardo del confine, mettendo quindi fine agli anni di dibattito dei territori tra l'Ohio e il Michigan.
Nei tempi moderni il maggiore fattore di rivalità tra il Michigan e l'Ohio è la competizione nel football americano. La precedente Striscia di Toledo è spaccata e le zone circostanti sono caratterizzate dalle città di Ann Arbor in Michigan e di Columbus in Ohio.